# Rödhamnsfjärden
Rödhamnsfjärden är en vid fjärd söder om Rödhamn i Lemlands kommun på Åland. Farleden mellan Mariehamn och Skiftet går genom Rödhamnsfjärden som därmed är livligt trafikerad av stora fartyg.
Ångfartyget Skiftet gick på en tysk mina på Rödhamnsfjärden den 14 december 1916 under gång från Mariehamn till Åbo. Av 91 personer ombord överlevde endast 5.